# ヘドラ
ヘドラ (Hedorah) は、特撮映画『ゴジラ対ヘドラ』などに登場する架空の怪獣。別名は公害怪獣。

## 特徴
1970年代に社会問題となっていた公害をモチーフとした怪獣で、ヘドロをもじった名前の通りヘドロの塊のような姿をしている。公害やヘドロで汚染された田子の浦港から生まれ、オタマジャクシ状から直立2足歩行体まで、数段階に渡って変態する。
登場作品の『ゴジラ対ヘドラ』および本怪獣は公害をテーマにしており、核をテーマにした第1作『ゴジラ』以来の、社会問題が根底にあるキャラクターでもある。

## 登場作品
公開順
- 『ゴジラ対ヘドラ』（1971年）
- 『ゴジラ FINAL WARS』（2004年）

特撮テレビ番組『ゴジラアイランド』、小説『GODZILLA 怪獣黙示録』、YouTube映像作品『ゴジラvsヘドラ』にも登場している。

## 『ゴジラ対ヘドラ』のヘドラ
宇宙より隕石に付着して海に降着したとうかがえる、白色透明に輝く鉱物起源のダイヤモンドの仲間とされる宇宙生命体ヘドリューム（へドリュウム）を中心に形成され、駿河湾など都市近海に堆積していた地上生物がすべて死に絶えるヘドロ内の公害による汚染物質、カドミウム、コバルト、水銀、鉛、硫酸などのすべての地上生物に害となる鉱物を食糧として組成した身体で生命活動を始め、分裂・合体を繰り返してさらなる汚染物質を吸収しながら異常成長した姿である。
劇中での命名者は、海洋生物学者・矢野徹の息子である研少年。最初に上陸した際には、驚いた研に短剣で腹部を切り裂かれている。
体色はシルバーをベースとした色調となっており、全身に金属原子の形質が表れている。眼を中心にヘドリュームで形成された神経組織というべき筋が体内に流れており、それを掴まない限りは捕捉できないうえ、粒子の集合体であるトコロテンのような肉体は風穴を開けられてもダメージを受けず、切断や分離も自在に可能であり、分離後も意志を持つ分身のように動く。しかし、行動に目的や意志は存在しない。
身体は熱に極度に弱く、高熱で焼かれると再生能力を失うほか、自然乾燥すると活動を停止して鉱物の粒子状としてボロボロに崩れるが、完全死を迎える前に汚水に浸すと、破片の個々が薄気味悪いオバQのような顔の微小な初期オタマジャクシ状の幼生に実体化する。それらは磁力によって引き合い、融合してゼラチン状の光沢を帯びた外皮を持つ大きな身体を形成するうえ、成長するにしたがって形成する陸上用の2本の足による直立二足歩行化や、ゼラチン状の体とボロ雑巾のような四肢、尾を持つ暗緑色のヌメヌメとした爬虫類のように四足歩行化を経て、最終的にはゼラチン状の流体に強化変身して赤い縦長の醜怪な双眼を持つウミウシのようなボディの飛行期や、寸胴の二足獣のように五彩に輝くゴジラよりも頭一つほど大きい上半身となって体内に大量のヘドロを蓄積し、公害ガスをジェット噴射して飛行する能力や、人間の外眼角に相当する巨大な右目の眼球の上部を発光させて発生したエネルギーの一部を噴射する猛毒の黒煙に変化する赤色の熱線ヘドリューム光線（へドリウム光線）の発射能力まで発現する。ゴジラを飛行形態で楽々と持ち運ぶほどの怪力や、体内に溜め込んだ硫酸を帯びた泥を口のような部分から吐き出す強い毒性を持つ弾丸状のヘドロ（ヘドロ弾）など、さまざまな能力を駆使してゴジラを苦しめた強敵である。
上陸期にはゴジラの放射能火炎を受けると、鉱物質の身体が火花を散らす。飛行期には上陸期の姿に素早く変身できるほか、触手で上空から狙った自動車群を絡め取り、口にそのまま入れて燃料のガソリンを摂取する。顔の中央下あたりにある口で煙突の排煙を吸って成長し、煙を溜め込むと背中の袋が膨らむ。
不可逆な成長ではなく、飛行期よりも巨大な60メートル級の飛行形態にも随意で変身することが可能であり、毒性がより強い硫酸ミストを放出する。ただし、質量を失うと水中期や上陸期の姿に後退する。表面部分が乾燥すると、水分を含んだ内部が脱皮するかのように飛行期の姿で飛び出し、上陸期の姿に変わる。
硫黄の結晶をヘドリュームの触媒作用によって硫酸化させて体内の構成物質とし、飛行期が通過した後にはエネルギーの燃えカスともいえる2,000 - 2,800 ppmという膨大な高濃度の硫酸ミストを排泄して生体に害を及ぼす多量のヘドロが残留するため、金属は腐食して錆び、人間は白骨化する。ヘドロや工場地帯の煤煙、ガソリンを吸収して取り込むことから、一時的には環境を改善しているようにも見えるが、結局はその汚染物質を他の地域へ拡散させるため、「公害問題が、工業地帯など限られた地域に犠牲を強いている」という批判をも体現している。
完全期ではラメのように体表がキラキラと光り、背中の袋も派手な色彩になっている。また、頭部が盛り上がると亀裂が広がり、赤く発光する。巨大な目は人間の目を縦にしたような形状となっており、妖怪的な異様さを彷彿とさせる。ヘドロ弾の発射器官は身体のヒレ状に隠された箇所に複数増加しており、速射も可能となっている。
飛行や光線の原動力は体内での一種の核爆発と設定されており、劇中で矢野博士には「恒星同様の反応が起こるもの」と解釈されているほか、核反応が増進することによって頭部のひび割れが赤く輝いて膨らむ。
2艘の船の衝突現場で誕生した当初は駿河湾でタンカーなどを襲っていたが、それ以上の大きさまで成長した後には霧の夜に田子の浦から上陸して富士市工業地帯を襲撃して工場の煙突から煤煙を吸収し、そこでゴジラとの初戦に突入する。ゴジラの放射能火炎を受けて一時退散した後、まもなく飛行能力を得て富士山麓に再来した際には工場地帯の大日本油化のタンクなどの爆発事故を誘発し、周辺の主要都市と人間に1千万人超の犠牲者を出すなど大被害を与え、再戦したゴジラを硫酸ミストで昏倒させている。その後、矢野博士の研究から最後まで水分を飛ばせば完全に殺すことが可能と推察され、自衛隊の協力で建造された大型の電極板におびき寄せられるが、トラブルが続発してダメージとならず、そこへ現れたゴジラと三度目の交戦に至る。ゴジラの左目の周囲をヘドロ弾で焼いて潰し（自身も左目を潰される）、自身に差し込まれたゴジラの右手の一部を白骨化させるなどの激戦を繰り広げた後、ゴジラの放射能火炎で機能を発揮した電極板の雷電攻撃による高熱で水分を失い、生命活動が停止する。これで絶命したかに思われたが、乾燥が完全ではなかったため、残骸の内側から脱皮するように新たなヘドラが出現し、逃亡を図る。最後は、放射能火炎の応用による空中飛行で追撃してきたゴジラに電極板へ連れ戻されて電撃を浴びせられたうえ、再び押し倒されて未乾燥の内部をえぐり出されてからさらなる電撃を浴びせられたことにより、ようやく完全死を迎える。ただし、エピローグではすでに別個体が誕生していることが示唆されている。
上記のように高熱や乾燥には弱いが、完全に倒すことは非常に難しい。
- 他の怪獣を交えずに全編通してゴジラと1対1で戦った怪獣は、『キングコング対ゴジラ』（1962年）のキングコング以来9年ぶりである[60]。書籍『決定版ゴジラ入門』では、「1対1で戦った相手としては最強」と評している[22]。
- 陸上ヘドラの頭頂部にはひび割れがあるが、公開当時は「怒ると脳味噌がはみ出てくる」と説明されていた[要出典]。
- 坂野によれば、玩具化しにくいために宣伝部からの評判は良くなかったという[5]。
- 2022年には、東京都現代美術館にて開催されたイベント「生誕100年 特撮美術監督 井上泰幸展」に、本作品のヘドラのスケッチや絵コンテ、撮影に用いられたミニチュアなどが展示されている[61]。

名称
関連書籍などでは各形態は水中棲息期、上陸期、飛行期と表記されるが、最後の形態は成長期、完全期、巨大化期、巨大化成長期、最終形態、万能期と表記が分かれている。劇場予告編では「公害怪獣」ではなく、「忍者怪獣」と表記されていた。
企画初期は、ヘドロンという名称であった。また、光化学スモッグをイメージしたピカゴンという案もあった。撮影中、現場の中島やスタッフからは「ゴミ」と呼ばれていたほか、中山からは「ぼろぞうきんを重ね合わせた海坊主の幽霊みたい」と呼ばれていた。

デザイン
「陸・海・空」3態のデザインはすべて井上泰幸による。飛行期はカブトガニをモデルにしている。美術監督の井上を経由して監督の坂野義光の指示により、最終形態の目の縁のディテールは女性器をモチーフとして縦型の目に赤い目玉にしたという。頭部をへこませたのも、坂野の指示である。
中野は、定番の怪獣のシルエットを崩すため、汚いダルマになったと述べている。井上が描いたものには廃棄物や汚れた海のガラクタが身体に付いたものもあったが、造形を担当した安丸は納得が行かなかったことから、コンニャクのような得体が知れない怪物を作るため、大量のコンブやワカメに覆われた海坊主のシルエットで、全体に垂れ下がったドロドロのヒダを造形し、ドロドロした感じを狙ったという。
中野は、飛行期のデザインを実際の飛行をするものとして空気抵抗の少ないものとした井上の論理的なアイデアを評価している。

造型
この年をもって利光貞三や八木康栄ら主要スタッフが退職し、代わって造形チーフを引き継いだ安丸信行が製作を担当した。ゴジラよりも全体も上背も大きくし、首の長いゴジラより高さもボリュームを出そうとしたという。そのため、発泡スチロールで作られた空洞の芯に発泡ウレタン（フォームラバー、エバーソフト）を表面にヒダ上に貼り、ドロドロ感のあるディテールにするために増やしたヒダにラテックスを何度も盛り付けたことから分厚くなり、ゴムと混ぜて重ね塗りした塗料や中に入れた電飾や仕掛けの重みで、100キログラムを超える重量となったため、5人がかりで運ぶ必要があったという。そのため、背負子式の仕掛けで、両肩と首で上に伸びたシャフトに付いた頭を支える構造にし、背負子に仕込まれたモーターで、左右に頭を回すことができたという。ただし、重かったことから、補助として頭頂部をピアノ線で吊っていたという。目は、過去の作品で使用された透明アクリル球を2つに切って半球にしたものに光彩を描いている。瞼にはバイクのアクセルワイヤーを用いており、手動で開閉している。頭部はドーム状のコアを入れて丸い形を維持し、頭頂部には風船式の仕掛けを入れ、頭にエアを送り込んで膨らませている。手足が2本ずつあるように見えないよう、左右のバランスを崩したり、長さを工夫したりしたという。元は全体が鈍い銀色であったが、坂野が赤、青、緑、黄色などの原色を足して彩色したという。
完全体が放つヘドロは、高圧ホースから糊を噴出させている。
このスーツとは別に1尺大の濃緑色の「幼生期」や「飛行期」のミニチュアが作られている。飛行期の造形物は、バラゴンのギニョールを芯に用いている。発泡スチロールで作られた芯にラテックスを盛り、下から煽って撮ることが多いため、背中側を切り開いてその中に後述のメカを入れており、メンテナンス時にも背中が開ける造りとなっている。
上陸期が煙突から煙を吸う描写は、内部にホースを入れて掃除機でスモークを吸っている。そのため、着ぐるみの中が黒煙だらけになり、中山が窒息しかけたという。
「飛行期」の噴射する硫酸ミストは、中に入れたフロンガスを吹くメカを使って撮影されている。死亡時に噴出する煙もフロンガスを用いている。
スーツの目玉部分は、幼少期から東宝撮影所に出入りしていた特撮監督の原口智生が1973年ごろに廃棄されたものを拾っており、2021年時点でも所有している。当初は周囲のウレタン部分も残っていたが、次第に劣化してなくなったという。

演技
スーツアクターは中山剣吾（現：薩摩剣八郎）が担当しており、彼の入った最初の怪獣である。中山は特技監督の中野昭慶によって起用され、当初は顔出しの役だと思っていたところを着ぐるみの役と知って落胆したが、当時所属していた三船プロからギャラが良いと言われ、本役に挑んだ。
スーツデザインと重量の関係からあまり動けず、ゴジラに入っていた中島春雄がリードしてゴジラが立ち回る感じのアクションにされた。劇中、ヘドラが工場の煙突から煙を吸い上げるシーンはスーツ内に中山が入ったままであり、「非常に苦しかった」と語っている。また、一度撮影中に転んで起き上がれなくなってしまったことがある。中野によれば、スーツでのアクションに制約が出るため、『宇宙大怪獣ドゴラ』を参考に飛行形態が設定されたという。中島は、重く動きづらい中、中山はよくやっていたと述懐している。

撮影・演出
坂野はヘドラの造形に関し、脚本にト書きを入れるほどのこだわりを見せ、飛行態などのデザインにも積極的に関わっている。撮影初日にはヘドラの体に毒々しい反射素材の色彩を加えようと思いついて塗装を始め、ついにはこの作業に1日を費やしたほか、シーン毎に塗装を変えていった。井上は、デザイン段階から坂野はあくどい色彩を要望していたといい、どこまで色彩に手を入れるかは難しい問題であったが、坂野の施した色彩は実際に映したらアクが強くて面白かったと述べている。
微小状態はアニメーションで表現され、水槽内で泳ぐオタマジャクシ状の幼体ヘドラは、生きたドジョウにバルサ材とコンドーム（ラテックス製の口がすぼまった袋状の頭部）を被せて特殊メイクを施したもので、水槽に電気を流して動きを撮った。当初は合成で表現する予定であったが、撮影直前になって坂野が井上に打診し、井上もアイデアを考えていたために実現した。
飛行形態の一部シーンはアニメーションで表現されているが、このシーンには漫画家のつげ義春を起用することも検討されていた。
劇中のテレビ番組で掲示された形態変化を解説するイラストは、美術スタッフによる作画とされている。

## 『ゴジラ FINAL WARS』のヘドラ
ガスを噴出するパイプ状の器官が全身の随所に付けられたほか、顔つきもより凶悪でグロテスクなデザインに変更されている。亀裂が顔面中央に走っているほか、赤い目の瞳部分は白くなっており、まぶたが溶け落ちた右目は眼球が飛び出している。キラキラと光る全身は、初代に比べてかなりスリムな体型で足も長くなっており、巨大な手のような形をしている右手と、先端が細長く伸びた左手、太く長い尻尾を持つ。
武器はグロテスクな眼球から放つ赤色溶解熱線、口元のパイプから噴出する溶解毒の噴霧・硫酸ミストなどの汚染物質。
X星人に操られ、当初はエビラとともに東京湾の海底でゴジラと闘っていたとうかがえるが、放射熱線で地上へ吹き飛ばされ、東京港付近のビルに激突する。そこへ飛ばされてきたエビラのハサミが顔に突き刺さった後、ゴジラの放射熱線でエビラとビル共々吹き飛ばされ、爆散する。
劇中ではゴジラとの地上での戦いは描写されていない。
- 書籍『ゴジラ大辞典【新装版】』では、名称をヘドラ（2代目）と記載している[118]。
- 劇中に名前すら出てこず短い出番ではあったが、後にインターネットや書籍などで全身像が公開されたほか、フィギュアも発売された。

デザイン・造形
デザインは西川伸司。本作品のように顔見せ程度の出番では、初代のようなさまざな姿に変化しつつ成長する様や公害という時代背景を丁寧に描くことが到底不可能なため、成長段階を感じさせる要素をデザインに入れることを意図している。崩れかけた右目、通常の左目の左側に小さなフジツボのような第3の目である幼生のオタマジャクシの白目があるなど、初代ヘドラの各形態の特徴を取り入れている。また、初代の目が女性器をモチーフとしていたことにちなみ、顔のチューブ状の器官は男性器をモチーフとしている。
造形はスタートレインが担当。ラメが全身に塗られている。造形の若狭新一は、出番が消える可能性も考慮してスーツの制作は一番遅かったといい、あまり手をつけなかったと語っている。
スーツは2021年配信の『ゴジラvsヘドラ』に流用された後、2023年時点でも現存している。

撮影・演出
スーツアクターは吉田和宏。
初代以来となる再登場のため、公開前は活躍が期待されていたが、実際の映像では登場怪獣の中でも極端に出番が少なく、ファンからは落胆の声が挙がった。西川も出番の短さを残念に思うと述べている。監督の北村龍平はヘドラをお台場に出現させてレインボーブリッジを破壊させることを予定していた。
出番の少なさについてはスタッフから不満の声が上がり、エンドロールに「街で暴れるヘドラ」の映像が挿入されることになった。また、雑誌グラビア用に「ゴジラと戦うヘドラ」の特写スチールの撮影も行われている。
エビラとともに放射熱線で吹き飛ばされるシーンは、2体のスーツとビルのミニチュアを台車に乗せてレール移動させている。吉田はビルに激突するシーンでもスーツに入って演じることを要望したが、危険であることから却下され、本編中での演技は移動時に喘いでいるのみとなった。

## 『ゴジラアイランド』のヘドラ
X星人ザグレスの操る怪獣として、「モスラ編」に登場。武器は目からのヘドリューム光線と口からの毒ガス。物理的な攻撃が通用せず、パンナトルテのビーム砲も通用しない。
隕石の姿でゴジラアイランドに飛来し、ザグレスがGガード科学プラントを爆破した影響で降り注いだ酸性雨や有毒ガスを吸収して成長し、怪獣の姿になって暴れ始める。窒素酸化物などの有毒物質を拡散させる威力を持ち、ゴジラアイランドを大混乱に陥れる。熱を吸収するため、トレマの銃撃やゴジラの熱線をものともしない。寿命が尽きかけている親モスラを攻撃し、ついには子モスラも襲い始めたため、それを見た親モスラによってゴラス火山の火口へ落とされる。
それでも生きており、火山の中で温水化物を吸ってパワーアップした後、火山から再び出現する。繭になった子モスラを潰そうとしたことから、ゴジラと再戦する。その時、トレマの呼びかけで成虫化した新モスラの光線とゴジラの熱線を吸い過ぎて苦しみ始め、そこに新モスラの放った雷を受けて乾燥して崩れ落ち、その中から出てきた赤く丸い核らしきものをゴジラに踏みつぶされ、完全に絶命する。
- 造形物はバンダイのソフビ人形東宝怪獣シリーズ[136]。元になったソフビ人形の造型から、腕はほぼ動かず、足は胴体と一体化している[137]。隕石からの変形は、モーフィングで表現している[133]。

### ネオヘドラ
「ファイヤーラドン編」に登場。
X星人ランデスがキノコの胞子から作り出した新種のヘドラ。明るい紫色と赤紫色の体色をしている。ヘドリューム光線に加え、浴びるとキノコが生える霧を口とうかがえる箇所から吐く。この霧は怪獣や無機物にも有効で、この霧を浴びた怪獣は背中にキノコが生え、Gガード基地の対獣レーザー砲もキノコまみれになっている。自身もキノコと同じ菌糸類で構成されているため、10万度の熱を浴びせない限りは倒せず、それ以下の熱は通常のヘドラ同様に吸収してしまう性質を持つ。
ランデスが「ゴジラアイランドキノコ化作戦」のためにガイラ山に出現させ、ゴジラアイランド中にキノコを急速に繁殖させたうえ、島の怪獣たちの背中にも次々とキノコを生やしていく。Gガード基地を襲い、さらに駆けつけてきたゴジラも霧でキノコを生やし、弱らせてしまう。だが、炎の精霊と合体してファイヤーラドンになったラドンの火炎と、ゴジラの熱線が加わったことにより、弱点の10万度に達した熱で黒焦げになった後、頭部を残して崩れ落ちる。
- ソフビ人形はヘドラの色を塗り替えたもので[138]、造形物は同一のもの。また、キノコは本物のブナシメジをスプレーで塗装したものであり、撮影が数日続いてしおれると（新たなブナシメジを）塗り直していたという[146]。
- ランデスを演じた鵜川薫がヘドラを知るきっかけとなった怪獣でもあり、最初は怪獣とすら思えなかったが、見ているうちに妙な魅力を感じてきて好きになったという[146]。

## アニメーション3部作『GODZILLA』のヘドラ
アニメ3部作の前日譚である小説『GODZILLA 怪獣黙示録』に、水中の化学物質を食らうヘドロ沼状の微生物の集合体から構成される怪獣として登場。
1999年、中国河北省の廃鉱山から発見され、その性質に着目した人民解放軍のもとで研究されていた。2005年11月に発生したアンギラスとラドンによる北京同時攻撃の際には、怪獣2体の同時駆除というパフォーマンスのために万里の長城付近にて使用され、赤と黄色の目を持つ黒い腐った霧の姿となって2体を惨殺するが、その後は制御を受けつけなくなり、毒素を流出させて北京と天津を一夜で壊滅させ、溜め込んでいた汚染物質を放出し尽くした後、姿を消した。それまでに出た死傷者は推定で約820万人と公表されるが、実際は死者だけで2 - 3倍に昇るとも言われている。

## 『ゴジラvsヘドラ』のヘドラ
2021年11月3日にYouTubeにて配信されたイベント『ゴジラ・フェス 2021』内の新作特撮『ゴジラvsヘドラ』に登場。
昼間の工業地帯に現れ、煙突から排煙を吸入していく一方、硫酸ミストやヘドロを吐きながら周囲を蹂躙していく（人々が直接殺害される描写はないが、硫酸ミストの一射で草花や施設が朽ちる描写はある）。そこに現れたゴジラと交戦し、放射熱線を吐かれる直前に怪力で押し倒して硫酸ミストで左眼を潰すが、前蹴りで反撃されて送電塔群へ倒れ込み、感電して身動きが鈍ったところに起き上がってきたゴジラから放射熱線を浴びせられ、爆散する。
- スーツアクターはよしだひかる[149][128]。
- スーツは『FINAL WARS』の流用である[150][128]。監督の中川和博の「バトルをして欲しい」、「配信なので小さい画面でも何をしているか伝わりやすいように」、「17年前に実現できなかった怪獣としての活躍を」という思いから、よしだは怪獣らしくデフォルメした動きで演じたという[149]。しかし、完成映像を見た若狭新一がゴジラの動き共々「なんとかしないと」と思い、製作部にアクション面の刷新を依頼した結果、次作『フェス・ゴジラ3 ガイガン来襲』では新堀和男がアクション監修として招かれることとなった[151][152]。

## その他の作品
- 2019年には、映画監督の横川寛人により、人間との一体化能力すら持つ別個体が登場する短編映画『Hedorah Silent Spring』が制作されている[153]。

## 人気・影響
- 2021年にねとらぼにて実施されたアンケート「あなたが好きな昭和ゴジラシリーズに登場した怪獣は？」では、第7位を記録している[154]。
- 俳優の瑛太（現：永山瑛太）は、ヘドラの大ファンであることを公言している。そのことにちなみ、バラエティ番組『櫻井・有吉 THE夜会』（TBS、2017年7月13日放送）では『FINAL WARS』のヘドラを瑛太のもとにサプライズで登場させ、彼のテンションが上がるかを検証した結果、感激した瑛太はヘドラと記念写真を撮ったうえで東宝への感謝を述べ、『ゴジラ対ヘドラ2』の制作と自分の出演を希望している[155]。
  - その後、2020年にはまんだらけのもとで永山瑛太による監修を受けたヘドラのソフビフィギュアが抽選発売されている[156]ほか、2021年には渋谷パルコにて開催されていたイベント「ヘドラ50周年展」を永山が単独で訪れ、ヘドラとの記念写真を自身のInstagramで公開している[157]。
- 『ゴジラ-1.0』（2023年）の監督を務めた山崎貴は、ジェイコブ・ジャヴィッツ・コンベンションセンターにて開催されたイベント「ニューヨーク・コミコン2024」にて登壇した際（2024年10月20日〈現地時間〉）、「もし過去の『ゴジラ』シリーズをリメイクできるなら、どの映画を選びますか」との質問に『ゴジラ対ヘドラ』を挙げ、「ヘドラは当時としては最先端の怪獣だったので、今の技術の進歩や映像表現、どんな動きをするのかを想像しながらリメイクしたら凄くカッコいい」との旨を述べている[158][159]。